# Brahman
Brahman, také brahma (v dévanágarí ब्रह्मन्) je pojem pocházející z hinduismu, který označuje zcela nepopsatelný základ všeho. V hinduismu je Brahman neměnná, nekonečná a neprojevená realita božské podstaty bytí, hmoty, energie, času a prostoru v tomto vesmíru. Ve Rgvédě dává brahman vzniknout prvotnímu bytí (hiranjagarbha), které splývá s bohem stvoření Brahmou. Brahmasútra, upanišady a Bhagavadgíta jsou prvním ztělesněním hiranjagarbhy. Zřeci, kteří komponovali upanišady, si uvědomili, že átma a brahma jsou jedno a totéž:
- jatínám brahma bhavati sárathih – „všechno to, co je, je brahma“.[2]
- éšá brahmi sthitih – „toto je spočinutí v brahma“.[3]

Podle Bhágavata Purány, což je jedno z nejvýznamnějších védských písem, je Brahman jen jedním aspektem Absolutní pravdy.
„vadanti tat tattva-vidas tattvaṁ yaj jñānam advayam/ brahmeti paramātmeti bhagavān iti śabdyate“ (Bhágavata Purána 1.2.11)
Učenci,
kteří znají Absolutní Pravdu, nazývají tuto neduální podstatu Brahman,
Paramátmá nebo Bhagaván. Bhagaván (pojetí osobního Boha) je konečnou a
úplnou realizací Absolutna. Poznání Brahmanu je tedy pouze částečné
poznání Absolutna.
Krišnův výrok v Bhagavad-gítě – brahmanó hy pratištháham (Jsem základem neosobního Brahmanu) – s konečnou platností potvrzuje koncepci Bhágavata Purány, že Bhagaván (Krišna, Višnu) je skutečnou podobou Absolutní pravdy a zdrojem Brahmanu, který je jen Jeho neosobním aspektem. (Stejně jako Slunce, které má konkrétní podobu koule, avšak je zakryto slunečními paprsky)

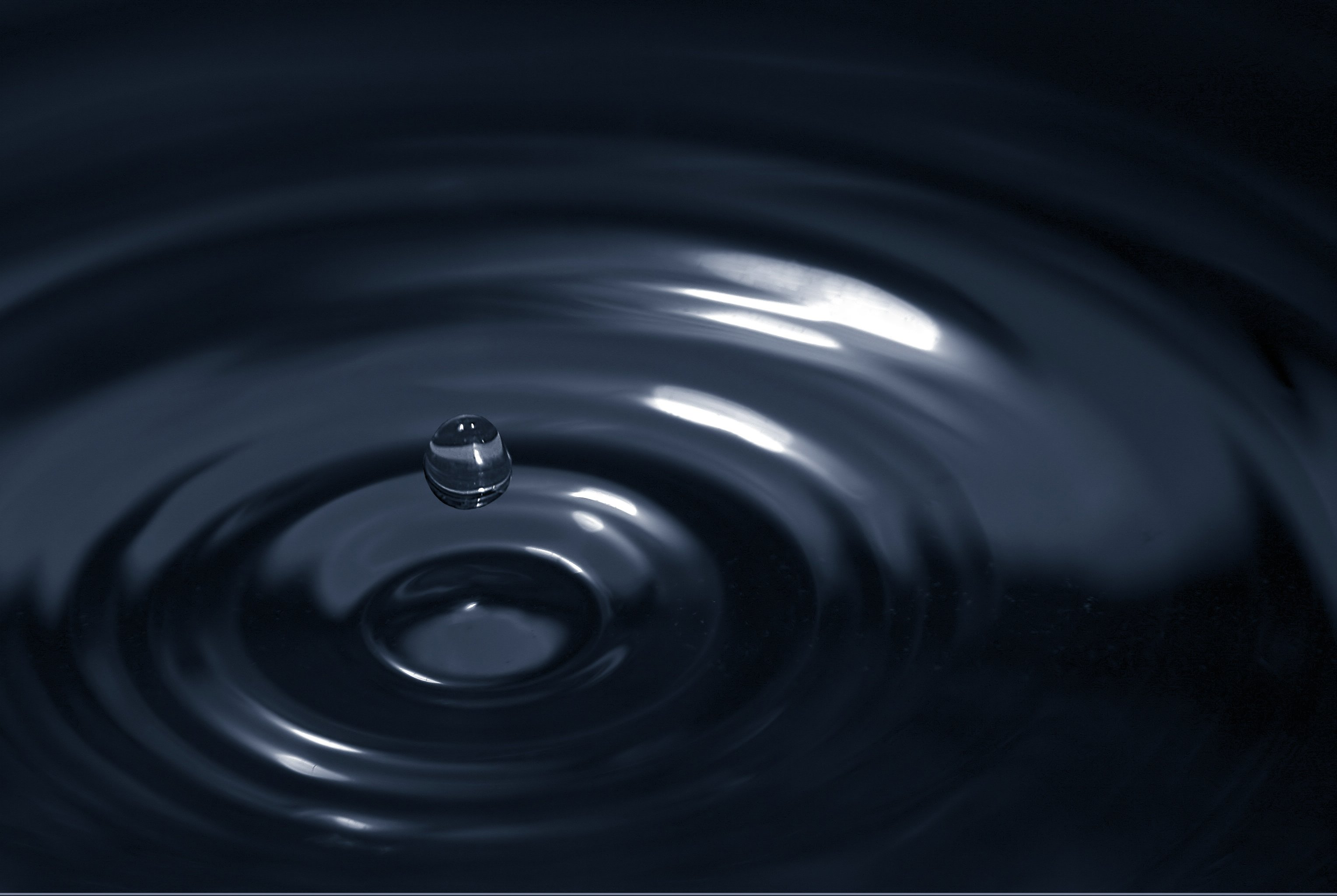
Dopad kapky vody na hladinu, analogie pro Brahman a átman.

O pojmu Brahman se široce diskutuje v hinduistických textech v souvislosti s koncepcí átman (duše), osobního pojetí boha, neosobní filozofie, Para Brahman, nebo v různých kombinacích těchto pojmů v závislosti na filozofické škole, V dualistických školách hinduismu, jako je teistická Dvaita-védánta, je Brahman odlišný od átma a osobního pojetí Boha. V nedualistické škole hinduismu, jako je například monistická Advaita-védánta, je Brahman v podstatě identický s átman. Podle Advaita Vedanty je Brahman vše, tedy jak podstatou každé živé bytosti, tak i duchovní jednotou celé existence.

## Výroky z Upanišad
| Sanskrtský originál        | Český překlad                       |
| -------------------------- | ----------------------------------- |
| „pradžnánam brahma“        | „Vědomí je brahma“                  |
| „ajam átmá brahma“         | „Átma je brahma“                    |
| „aham brahmásmi“           | „Jsem brahma“                       |
| „tat tvam asi“             | „To jsi ty“                         |
| „sarvam khalvidam brahma“  | „Všechno je věru toto brahma“       |
| „brahmano hi pratištháham“ | „Jsem základem neosobního brahmanu“ |